# Aleksiej Jaczmieniew
Aleksiej Mironowicz Jaczmieniew (1866–1937) był przywódcą alaskańskiego plemienia Aleutów, mieszkał na Unalasce, wyspie w archipelagu Aleutów. Jaczmieniew i aleucki lektor cerkiewny Leontij Siwstow towarzyszyli Waldemarowi Jochelsonowi w etnologicznych badaniach Aleutów z lat 1909–1910.  
Jego syn John Jatchmeneff zapisywał teksty dla Johna P. Harringtona podczas jego badań języka aleuckiego.